# The Woman King
The Woman King ist ein Filmdrama von Gina Prince-Bythewood, das im September 2022 beim Toronto International Film Festival seine Premiere feierte, kurz später in die nordamerikanischen Kinos und im Oktober 2022 in die deutschen Kinos kam. Der fiktive Historienfilm spielt in dem ehemaligen Königreich Dahomey in Westafrika, das zwischen dem 17. und 19. Jahrhundert bestand und über eine Elitegruppe von rein weiblichen Kriegern verfügte.

## Handlung
Im Jahr 1823 verteidigen die Agojie, eine Einheit von Kriegerinnen, das Königreich von Dahomey. Das Land in Westafrika hat seit kurzem einen neuen König, Ghezo, der seinen Bruder ablöste. Die Einwohner Dahomeys werden vom Oyo-Imperium bedroht, das doppelt so viele Menschen wie ihr Land zählt. Immer wieder gelingt es den von Generalin Nanisca angeführten Agojie, Dörfer zu befreien, die von den Oyo überfallen worden sind. Auch Dörfer der Mahti finden sich darunter. Wen die Agojie nicht töten, nehmen sie gefangen.
Nanisca will um jeden Preis verhindern, dass Dahomey auch weiterhin Afrikaner, egal von welchem Volk, als Sklaven an die Europäer verkauft. Um weiterhin Handel betreiben zu können, schlägt sie ihrem König den Anbau von Palmen zur Gewinnung von Palmöl vor. Nanisca genießt beim König hohes Ansehen, hat sie doch während des Umsturzes für Ghezo gekämpft und ihn auf den Thron gebracht.
Die 19-jährige Nawi, eine zierliche junge Frau, hat sich geweigert, einen viel älteren Mann zu heiraten, der sie auf seiner Plantage arbeiten lassen will und sie schon bei ihrem ersten Aufeinandertreffen geschlagen hat. Daher bringt ihr Vater sie als Geschenk für Ghezo zum Palast, wo sie sich den Agojie anschließen soll. Diese leben dort getrennt von anderen Bewohnern, versorgen sich nach den Kämpfen gegenseitig ihre Wunden und trainieren für ihren nächsten Einsatz. Die Bewohner des Königreichs halten sie für fast mythische Wesen und erzählen Legenden von ihnen, so dass niemand vermutet, dass es sich um ganz gewöhnliche Frauen handelt.
Bislang kannte Nawi die Agojie nur aus der Ferne. Wenn sie siegreich zurückkehrten und die Menschen Spalier für sie standen, wagte sie manchmal einen Blick auf sie, obwohl es eigentlich verboten war, sie anzusehen. Die Frauen der Agojie werden zwar von allen verehrt und für ihre Dienste bezahlt, doch dürfen sie keinen Ehemann nehmen und keine Kinder bekommen. Sie sollen sich ganz der Verteidigung ihres Landes widmen und gegebenenfalls sogar ihr Leben geben. Da manche der Aspirantinnen hierzu nicht bereit sind, dürfen sie gehen. Die, die wie Nawi bleiben, erhalten eine Kampfausbildung und werden im Umgang mit Gewehren, Hieb- und Stichwaffen geschult. Nawi hat die Kriegerin Izogie als ihr großes Vorbild gewählt und beginnt ihr nachzueifern. Die junge Frau hinterfragt jedoch, sehr zum Missfallen ihrer Generalin, alles, und vieles geht ihr nicht schnell genug. Doch schon bald ist sie in vielem die Beste unter den neuen Bewerberinnen.
Eines Tages kommt eine Gruppe der Oyo mit ihrem neuen Anführer Oba Ade zum Palast, um sich über den geringen Tribut zu beschweren, den Ghezo ihnen hat zukommen lassen. Nanisca erkennt in ihm den Mann, der sie viele Jahre zuvor gefoltert hat. Ghezo verspricht, den Oyo bald 20 seiner Kriegerinnen zu übergeben. Ausgewählt werden diese, darunter auch Nawi, von Nanisca. Bei der geplanten Übergabe auf dem Sklavenmarkt am Hafen von Quidah wirft Nanisca den Oyo jedoch nur einige Köpfe der von ihnen getöteten Krieger vor die Füße, und die Agojie können fliehen.
Unterdessen sind die Südamerikaner Santo und Malik nach Afrika gekommen. Santo hat die Geschäfte seines Vaters übernommen, und Malik ist sein bester Freund aus Kindertagen. Maliks kürzlich verstorbene Mutter war eine nach Brasilien verschleppte Sklavin und hatte ihn vor ihrem Tod gebeten, einmal seine eigentliche Heimat Dahomey mit eigenen Augen zu sehen. Als Santo und Malik Ghezo einen Besuch abstatten, kommen sie gerade rechtzeitig, um die letzte Prüfung der Bewerberinnen miterleben zu können. Nawi geht als Siegerin aus dieser hervor, und die jungen Frauen sind nun Teil der Garde des Königs. Nawi und Malik haben schon zuvor Bekanntschaft gemacht, als sie ihn im Wald beim Baden erwischte. Am Abend treffen sie sich, doch Nawi lässt sich trotz seiner charmanten Avancen nicht in Versuchung führen.
Als Nanisca erfährt, dass Nawi eine Waise ist, beginnt sie sich Gedanken über den Verbleib ihrer eigenen Tochter zu machen, die sie vor vielen Jahren nach ihrer Gefangenschaft, während der sie viele Male vergewaltigt wurde, zur Welt brachte. Nanisca erzählt Nawi von dem Schnitt, den sie diesem Baby in der Nacht der Geburt in der Schulter zufügte und in den sie einen Haifischzahn drückte. Als sie unter der Narbe nachsehen, die Nawi an der gleichen Stelle hat, finden sie ebendiesen Zahn und haben Gewissheit.
Durch ihr Gespräch mit Malik hat Nawi erfahren, dass die Oyo einen gemeinsamen Angriff mit ihren Verbündeten auf den Palast planen. Als Nanisca hiervon hört, will sie ihnen zuvorzukommen, und Nawi muss sich auf ihren ersten Kampf vorbereiten. Sie basteln mit dem Schießpulver, das eigentlich für die Gewehre bestimmt ist, Sprengsätze und überraschen die Feinde im frühen Morgengrauen. Die Agojie kämpft in dieser Schlacht Seite an Seite mit den Männern von Dahomeys Infanterie, bis Oba Ade endlich den Rückzug befiehlt. Beide Seiten haben hohe Verluste zu vermelden. Die Agojie sammeln ihre Verletzten ein, doch von Nawi fehlt jede Spur. Sie wurde bei einem Sturz bewusstlos und erwacht erst gefesselt auf einem Pferdewagen der Oyo wieder, der sich auf dem Weg zum Sklavenmarkt befindet. Dort angekommen muss Nawi feststellen, dass auch Izogie verletzt gefangen genommen wurde. Ein Fluchtversuch endet jedoch mit dem Tod ihrer Mentorin. Malik kauft sie kurzerhand, um sie zu beschützen.
In der Nacht, als sie von Nanisca und einigen ihrer Getreuen gerettet werden, finden nicht nur viele der Sklavenhändler den Tod. Nanisca kann Oba Ade töten, und auch Santo verliert sein Leben, weil Malik ihn schweren Herzens im Stich lässt. Sie kehren rechtzeitig zu den großen Feierlichkeiten in den Palast zurück, bei denen der König seine zukünftige Mitregentin bekannt geben will. Obwohl sie sich mit der Befreiung der gefangenen Agojie einem direkten Befehl widersetzt hat, macht Ghezo seine Generalin zur Woman King, und sie darf neben ihm Platz nehmen. In der Nacht, als sie auch den Sieg über die Oyo feiern, tanzen Nanisca und Nawi zusammen. Unterdessen ehrt Amenza ihre getötete Blutschwester Izogie in einem kleinen Ritual.

## Themen

### Die Kriegerinnen im Königreich Dahomey
Das Königreich Dahomey war ein westafrikanisches Königreich, das etwa 260 Jahre lang an der Küste der Bucht von Benin bestand. Vom 17. bis zum Ende des 19. Jahrhunderts verfügte Dahomey über Frauen-Regimenter in der Armee. Es wird vermutet, dass die Einheit der Agojie aus der Not geboren wurde und Dahomey versuchte, der Zermürbung junger Männer durch die Kriege entgegenzuwirken, indem man Frauen in militärische Reihen rekrutierte. Jede unverheiratete Frau konnte den Agojie beitreten.
Im Jahr 1960 gründete sich unter Bezugnahme auf das alte Königreich der moderne Staat Dahomey, dessen Staatsgebiet sich in Teilen mit dem Gebiet des alten Königreiches deckte, in den nördlichen Teilen aber weit darüber hinausreichte. 1975 wurde dieser Staat in Volksrepublik Benin umbenannt.
Auch die 1998 in den Comics eingeführte und in dem Film Black Panther sehr präsente, ausschließlich weibliche Leibgarde des Königs von Wakanda, die Dora Milaje, basiert auf den Agojie.

### Selbstermächtigung und MeToo
„Ich hoffe, dass meine Arbeit dazu führt, dass Frauen auf die Leinwand blicken und sich auf eine Weise widergespiegelt sehen können, die für sie inspirierend ist.“

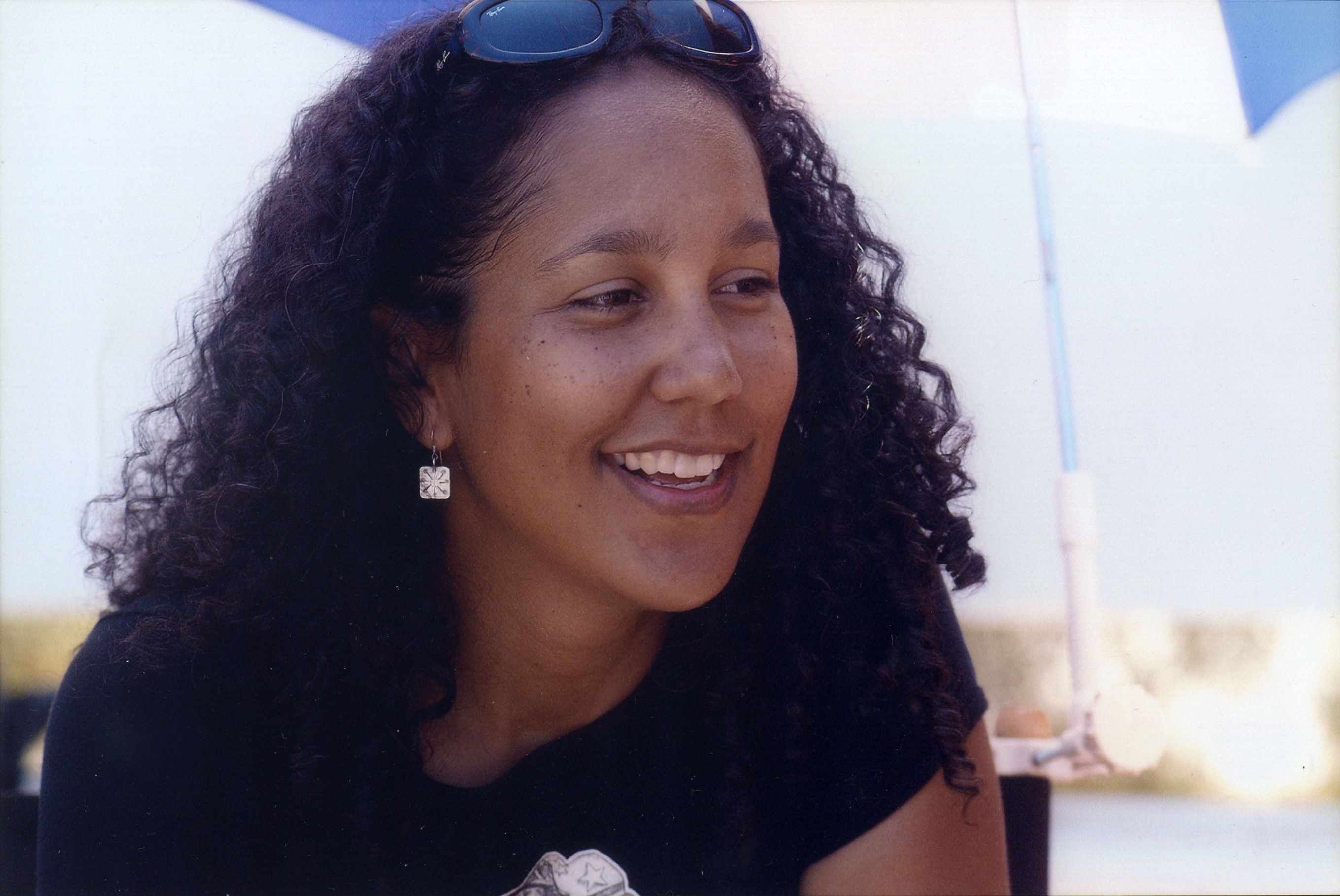
Regisseurin Gina Prince-Bythewood

Trotz der Verwendung der historischen Landes- und Personennamen ist The Woman King keine reine Biografie und auch kein Historienfilm über das Königreich Dahomey oder die Agojie, sondern vielmehr von den wahren Ereignissen und den Figuren dieses Kapitels des Landes inspiriert.
Hauptdarstellerin Viola Davis sagte bei der Premiere des Films über die MeToo-Aspekte: „In der heutigen Zeit und in dieser Kultur, in der Frauen angegriffen werden und in der sie die Entscheidung über ihren Körper verlieren, zeigt sich: Wir sind Bürger zweiter Klasse. Ich hoffe, dass Frauen den Kriegergeist des Films verinnerlichen und lernen, dass sie die Macht haben, das Narrativ zu ändern. Ich hoffe, dass sie risikofreudiger werden.“
Der „Feminismus“ von The Woman King entspreche jedoch genau dem vorherrschenden Feminismus der liberalen Oberschicht im Westen, so Slavoj Zizek in der Berliner Zeitung: „Die Amazonenkriegerinnen aus Dahomey sind wie die heutigen MeToo-Feministinnen, die alle Formen der binären Logik und des Patriarchats oder sogar Spuren von Rassismus in unserer Alltagssprache sehr scharf verurteilen, aber sehr darauf bedacht sind, die Formen des 'Sklavenhandels' im heutigen globalen Kapitalismus nicht wirklich zu stören, welche aber den wahren Grund für den anhaltenden Rassismus darstellen.“
Bereits das Gemetzel zu Beginn von The Woman King, in dem die geballte schwarze Frauenpower vorgeführt wird, sei ein Statement: „Die Kriegerinnen erobern in diesem Moment nicht nur die feindliche Stellung, sondern auf höchstem inszenatorischem Niveau auch die männliche Domäne des monumentalen Actionfilms“, so Martin Schwickert. So habe der Film durchaus Chancen, als Braveheart für die Me-Too- und die Black-Lives-Matter-Ära gleichermaßen in die Filmgeschichte einzugehen.

### Black Lives Matter
Nanisca ist als Generalin auch Politikerin, und als Vertraute des Königs will sie ihn dazu bringen, den Sklavenhandel zu beenden, den sie für einen Schandfleck ihres Volkes hält. Sie macht ihren enormen Einfluss auf Ghezo geltend und tritt dafür ein, dass ihr Land aus dem Teufelskreis des Sklavenhandels aussteigt, der nicht nur von den Oyo betrieben wird. Auch Ghezo selbst ist auf dieses dunkle Kapitel in der Geschichte seines Landes nicht stolz, hatte sein Bruder doch sogar seine Mutter an die Sklavenhändler nach Amerika verkauft, wo er noch immer nach ihr suchen lässt. Der größte Teil des Reichtums des Königreichs Dahomey stammte wirklich aus der Sklaverei. Es eroberte andere afrikanische Staaten und versklavte deren Bürger. Anders als im Film dargestellt setzten die weißen Sklavenhändler jedoch kaum einen Fuß auf afrikanischen Boden.
Kathleen Hildebrand erklärt in der Süddeutschen Zeitung, durch diese sanft alternative Geschichtsschreibung tausche der Film historische Korrektheit gegen eine klare Moral. Damit habe der Film die Möglichkeit genutzt, sich auch an diese unbequemen Themen heranzuwagen, so Wendy Ide: „Es geht um die Überwindung von Traumata; er konfrontiert und hinterfragt die Rolle einiger afrikanischer Völker – einschließlich der Dahomey – bei der Versklavung anderer.“

## Produktion

### Idee und Filmstab

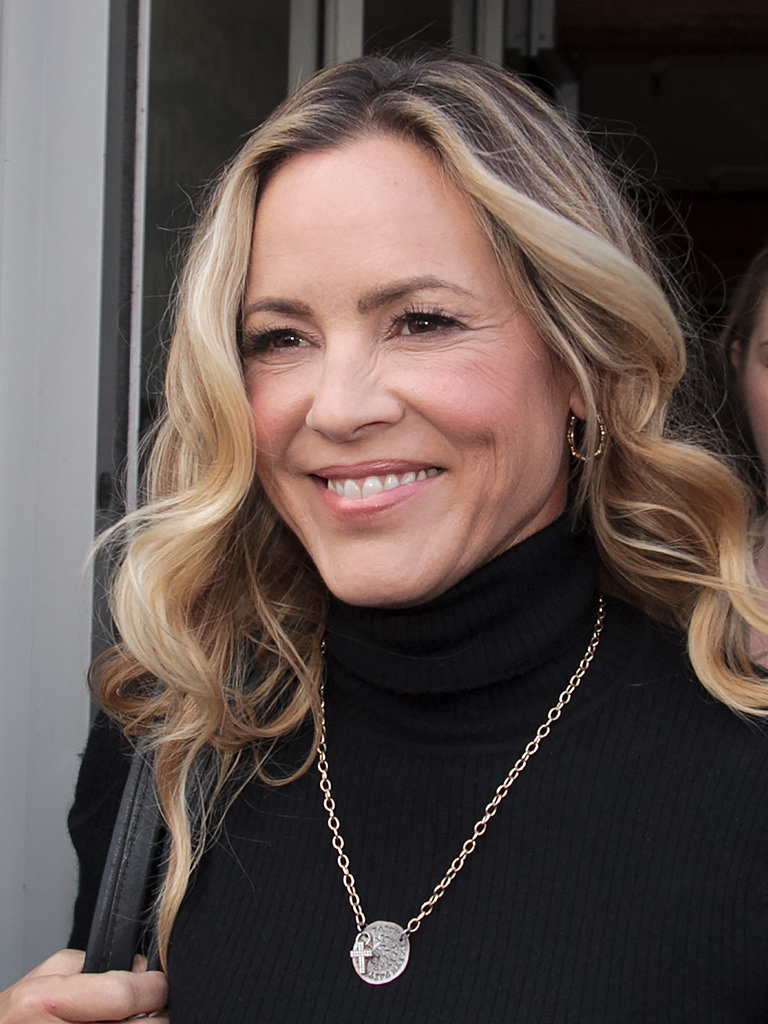
Produzentin Maria Bello

Die Idee für den Film kam von der Produzentin Maria Bello, nachdem sie im Jahr 2015 Benin besucht und etwas über die Geschichte der Agojie im früheren Königreich gehört hatte. Hiernach sprach sie die Produzentin Cathy Schulman an, und gemeinsam schlugen sie ihre Idee mehreren Studios vor. Erst als sie sich 2017 mit TriStar Pictures getroffen hatten, erhielt der Film 2020 grünes Licht. Die Geschichte schrieb Bello letztlich gemeinsam mit Dana Stevens. Der Filmtitel The Woman King (engl. für „Der Frauenkönig“) bezieht sich auf Generalin Nanisca, die Anführerin der Agojie, die letztlich von König Ghezo als seine Mitregentin auserwählt wird.
Regie führte Gina Prince-Bythewood, die gemeinsam mit Stevens auch das Drehbuch schrieb. Bereits in ihrem Film The Old Guard widmete sie sich einer außergewöhnlichen Kampftruppe. Als Einflüsse auf ihre Arbeit nannte Prince-Bythewood Filme wie Der letzte Mohikaner von Michael Mann von 1992, Braveheart von Mel Gibson von 1995 und Gladiator von Ridley Scott von 2000, insbesondere wegen der darin enthaltenen realistischen Kampfszenen.

### Besetzung und Choreografie
Der Brite John Boyega spielt König Gezo, den Herrscher von Dahomey, Viola Davis und Thuso Mbedu die Generalin Nanisca und deren Tochter Nawi. Auch die letzte Überlebende der Agojie hieß Nawi und starb 1979, mit weit über 100 Jahren. Die Britin Lashana Lynch spielt die Kriegerin Izogie, die sich Nawi zum Vorbild nimmt. In kleineren Rollen und Nebenrollen sind auch mehrere südafrikanische Schauspieler zu sehen, so Seputla Sebogodi und Masali Baduza. Der nigerianische Nollywood-Superstar Jimmy Odukoya verkörpert in seiner ersten großen Hollywood-Rolle General Oba Ade. Die Briten Jordan Bolger und Hero Fiennes Tiffin spielen den Halb-Dahomey Malik und seinen besten Freund Santo Ferreira. Sheila Atim ist in der Rolle der Kriegerin Amenza zu sehen, die spirituelle Führerin der Königsgarde.
Die Besetzung bereitete sich in den Monaten vor den Dreharbeiten mit täglichem Gewichtheben mit der Trainerin Gabriela Mclain und einem Kampftraining mit Stuntkoordinator Danny Hernandez vor, wobei auch der Umgang mit Schwertern und Speeren trainiert wurde. In die Choreografie wurden Zulu-Kampfbewegungen integriert. Über das Ergebnis schreibt Christopher Diekhaus in seiner Kritik, viel zu oft glaubten Filmemacher, es reiche aus, hektisch mit der Kamera zu wackeln, die Figuren aufeinander losstürmen zu lassen und dem Ganzen hinterher mit schnellen Schnitten noch mehr Dynamik zu geben. The Woman King verkomme in den Kampfszenen erfreulicherweise nicht zu einer vorbeirauschenden Bilderflut, sondern ziehe den Zuschauer mit seiner temporeichen, aber kein bisschen hyperaktiven Gestaltung der Fights in das Geschehen hinein.

### Dreharbeiten, Szenenbild, Kostüme und Haare
Die Dreharbeiten wurden im Spätherbst 2021 begonnen und fanden in Südafrika statt. In Kleinmond in der Nähe von Kapstadt nutzte man den Strand der Palmiet Lagoon und eine dortige Mündung für die Fluchtszenen aus Quidah. Weitere Szenen entstanden in der Provinz KwaZulu-Natal an der Ostküste Südafrikas, unter anderem in der Siedlung Jozini im Umkhanyakude District, die dem westafrikanischen Dschungel als Kulisse diente. Die Dreharbeiten wurden nach einigen Wochen unterbrochen, bedingt durch die COVID-19-Omicron-Variante, und Anfang 2022 wieder aufgenommen. Als Kamerafrau fungierte die Britin Polly Morgan.

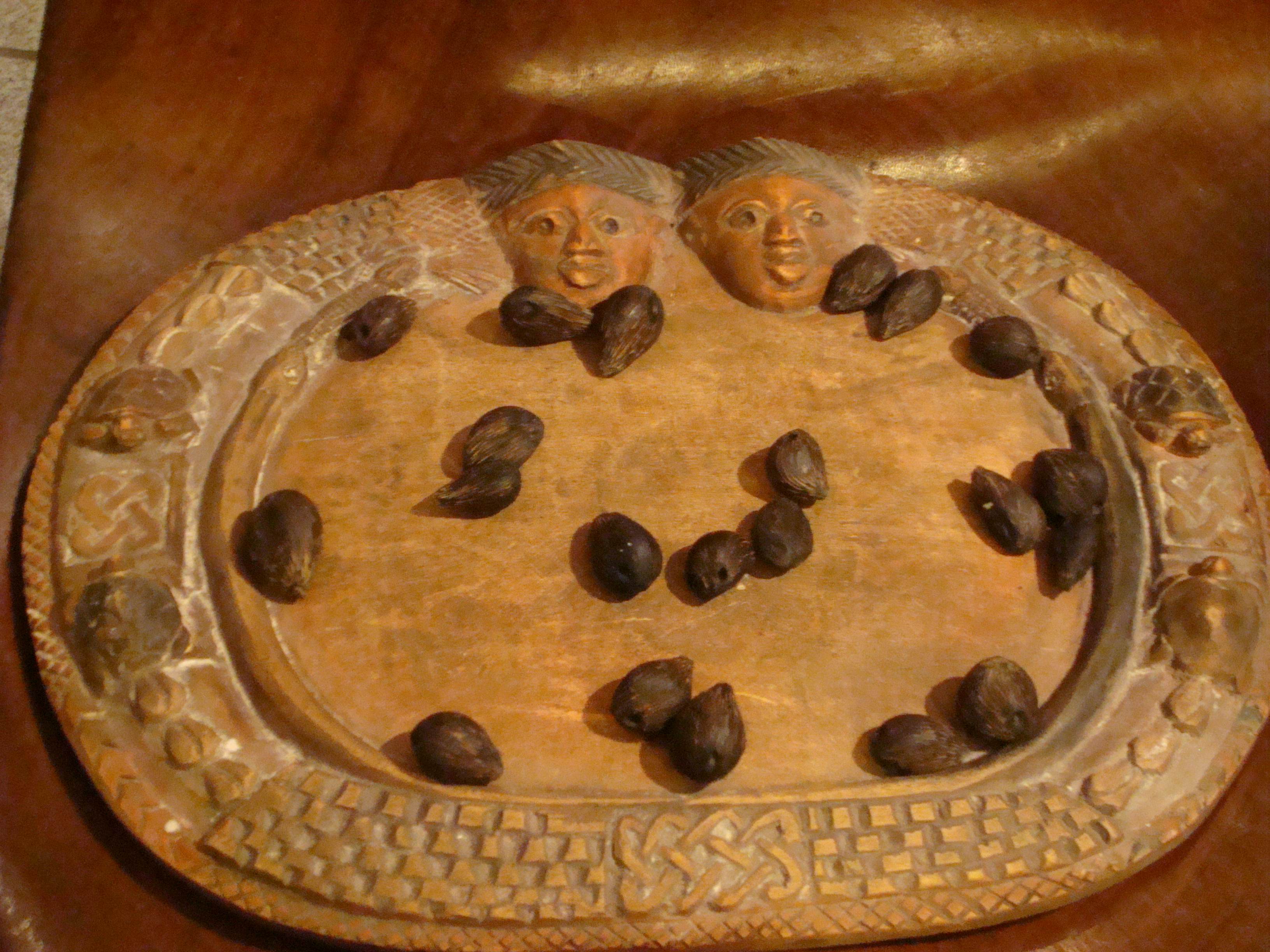
Beim Ifá-Orakel wird das Schicksal mit Palmnüssen bestimmt

Das Szenenbild gestaltete Akin McKenzie, die Kostüme stammen von Gersha Phillips, und für die Frisuren zeichnete Louisa V. Anthonys verantwortlich.
Amenza orakelt im Film Nanisca mit Palmnüssen deren Schicksal. Sheila Atim, die diese spirituelle Führerin der Königsgarde spielt, hatte vor den Dreharbeiten mit einer Spezialistin für Vodun, bekannter als Voodoo, gesprochen. Vodun sei nicht nur die Grundlage für ihre Figur gewesen, sondern auch für so vieles in der Agojie-Tradition: „Die Agojie waren ein sehr spirituelles Volk. Die Spiritualität war ein großer Teil ihrer militärischen Ausbildung, ihrer Rituale, ihres psychologischen und emotionalen Glaubens. Einige dieser Rituale sind auch im Film zu sehen.“ Palmnuss-Orakel wie das Ifá-Orakel werden noch heute von Voodoo-Priesterinnen im Benin praktiziert, die aus den geworfenen Nüssen oder Nussschalen das Schicksal einer Person deuten.

### Filmmusik und Veröffentlichung
Die eigentliche Filmmusik komponierte Terence Blanchard. Einige wichtige Songs wurden von dem Südafrikaner Lebohang Morake, auch bekannt als Lebo M, komponiert. Anfang September 2022 veröffentlichte Milan Records den Song Keep Rising, geschrieben von Jeremy Lutito und interpretiert von Jessy Wilson feat. Angélique Kidjo. Das Soundtrack-Album mit insgesamt 43 Musikstücken, darunter auch Keep Rising, wurde am 16. September 2022 von Milan Records als Download veröffentlicht.
Die Premiere des Films erfolgte am 9. September 2022 beim Toronto International Film Festival. Der Start in den nordamerikanischen Kinos erfolgte am 16. September 2022, wo er vom Publikum mit der Traumnote „A+“ bewertet wurde. Ende September 2022 wurde er beim Zurich Film Festival gezeigt. Am 6. Oktober 2022 kam der Film in die deutschen Kinos.

## Rezeption

### Altersfreigabe und Kritiken
In den USA erhielt der Film von der MPAA ein PG13-Rating, was in etwa einer Freigabe ab 12 Jahren entspricht. In Deutschland wurde der Film von der FSK erst ab 16 Jahren freigegeben. In der Freigabebegründung heißt es, die Geschichte um Rassismus und Geschlechterrollen sei in opulenten Bildern erzählt und weise eine überwiegend klare Gut-Böse-Zeichnung auf. In den Actionszenen könnten teils drastische Gewaltdarstellungen und Grausamkeiten Kinder überfordern, zumal auch positive Figuren teils exzessive Gewalt anwenden.
Von den bei Rotten Tomatoes aufgeführten Kritiken sind 94 Prozent positiv bei einer durchschnittlichen Bewertung mit 7,8 von 10 möglichen Punkten, womit er aus den 23. Annual Golden Tomato Awards als Zweitplatzierter in der Kategorie Action & Adventure Movies der Filme des Jahres 2022 hervorging. Auf Metacritic erhielt der Film einen Metascore von 77 von 100 möglichen Punkten.
Chris Evangelista von Slash Film schreibt, The Woman King sei ziemlich Old School und ein mitreißendes Historien-Action-Epos, von dem Hollywood nicht mehr so viel mache, zumindest keine guten. Der Schlüssel zu all dem sei, dass Regisseurin Gina Prince-Bythewood und die Drehbuchautorin Dana Stevens eine wunderbare Besetzung einprägsamer Charaktere zusammengestellt hätten. Auch wenn die vielen unglaublichen Actionszenen solche aus Marvel- und anderen Franchise-Actionfilmen in den Schatten stellten, sei The Woman King insbesondere eine Charakterstudie, durchweg kraftvoll und emotional berauschend. Das Drehbuch gehe jedoch nie so tief, wie es könnte.

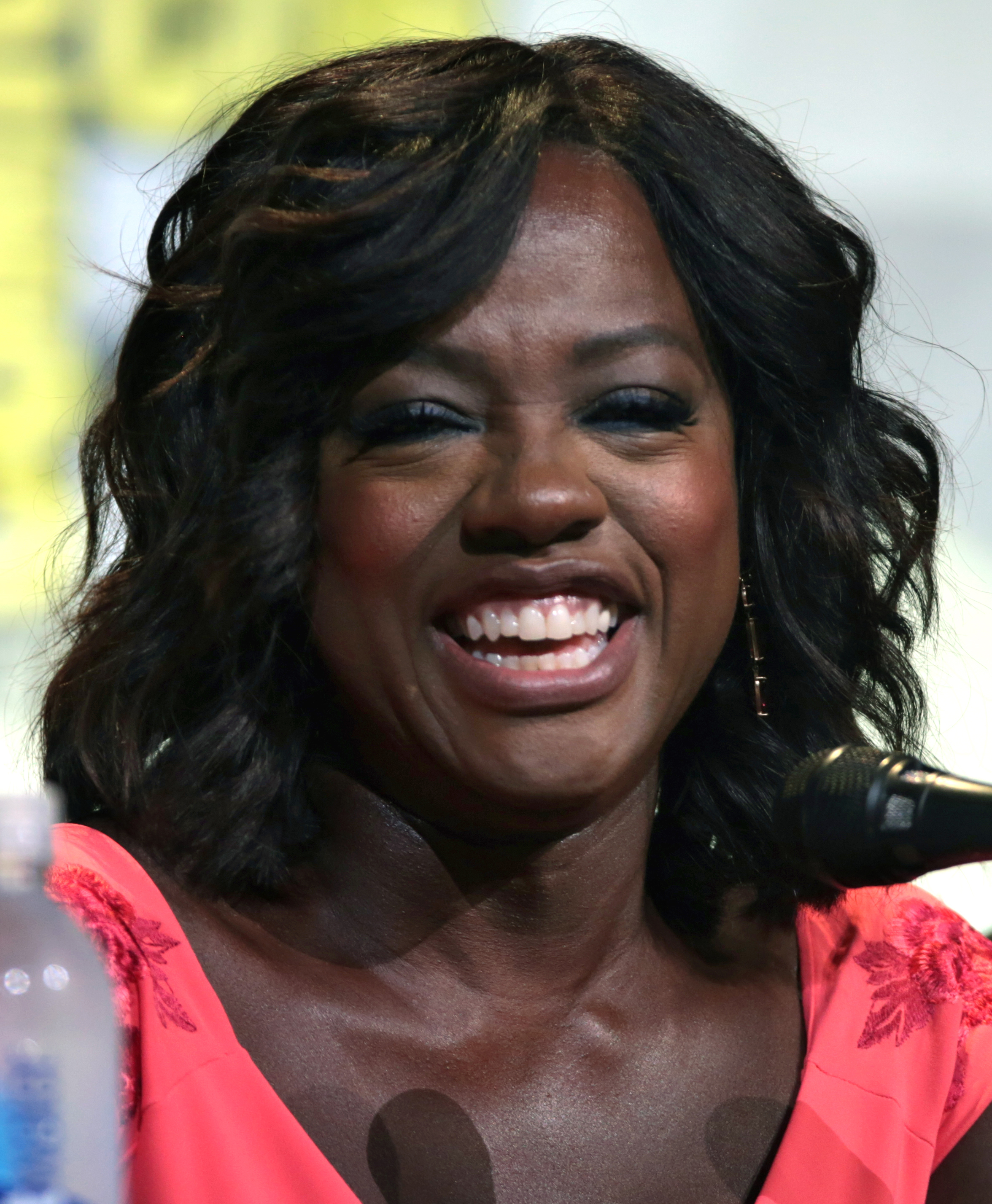
Viola Davis spielt Nanisca, die Anführerin der Agojie

Lovia Garkye von The Hollywood Reporter schreibt, The Woman King beginne als Porträt und ergebe sich dann dem Melodrama. Oscar-Preisträgerin Viola Davis erreiche in der Rolle von Nanisca ein beeindruckendes Maß an emotionaler Tiefe und Nuancen. Ihre Figur als rücksichtslose und beschützende Anführerin der Agojie wirke in ihrer Komplexität vertraut. Alles in allem sei dieses Epos in Kombination mehr als genug, so Garkye, und lässt sie The Woman King als Braveheart mit schwarzen Frauen beschreiben.
Martin Schwickert erklärt in seiner Kritik, neben dem Kampfgeschehen entfalte sich eine Mutter-Tochter-Geschichte mit Shakespeare‘scher Wucht, und auch an Pathos werde nicht gespart, doch bei aller monumentalen Opulenz bestimme das herausragende Ensemble den pochenden Herzschlag des Films. Davis verleihe der Figur der Generalin, die mit eigenen traumatischen Erlebnissen ringt, sowohl physische Präsenz als auch seelische Tiefe. So habe sich die Schauspielerin mit The Woman King ihren Platz im Olymp weiblicher Action-Ikonen verdient.
Lutz Granert von Filmstarts schreibt, abgesehen von den Dialogen sei das Drehbuch dramaturgisch durchaus gelungen, und es gebe nicht nur einige überraschende Wendungen, der Film sträube sich auch gegen die Versuchung, eines kitschigen wie romantischen Happy Ends anheimzufallen. Drehbuchautorin Dana Stevens habe den Fokus vor allem auf die differenzierte Zeichnung der weiblichen Charaktere gelegt, und vor allem Viola Davis brilliere in ihrer Rolle als zunächst äußerst unterkühlte, aber zunehmend mit ihren innersten Gefühlen und ihrer Vergangenheit ringende Generalin. Mit Thuso Mbedu finde sich auch eine ebenso leichtfüßig wie emotional agierende, innerlich aufgewühlte Identifikationsfigur für ein jüngeres Publikum. So vielfältig die weiblichen Figuren ausgestaltet sind, so reißbrettartig blieben die wenigen männlichen. Der historische Actionthriller überzeuge vor allem durch sein aufwändiges Setdesign mit einem nachgebauten Dahomey-Palast aus Holz sowie bei Ausstattung mit authentisch anmutenden Kostümen, gerade bei den Uniformen der Agojie. Das helfe dabei, dass der historische Hintergrund hier nicht einfach austauschbare Schablone bleibt, sondern diese Welt wirklich im Kino entsteht. Mit martalischen Kampfszenen, aufwändiger Ausstattung und zuweilen etwas plakativ geratenen Dialogen überzeuge The Woman King als actionreiche Geschichtsstunde ebenso wie als wuchtige Abrechnung mit dem Patriarchat, so Granert.

### Einspielergebnis
In den USA vergaben die Zuschauer für den Film nach seinem Start den CinemaScore „A+“, was einer „1+“ entspricht. Die weltweiten Einnahmen des Films aus Kinovorführungen belaufen sich auf 92,3 Millionen US-Dollar.

### Auszeichnungen
Vom American Film Institute wurde The Woman King in die Top Ten der Filme des Jahres 2022 aufgenommen. Im Rahmen der Oscarverleihung 2023 befindet sich Terence Blanchards Arbeit in einer Shortlist für die Kategorie Beste Filmmusik. Im Rahmen der Verleihung der British Academy Film Awards 2023 befindet sich der Film in den Longlists in den Kategorien Beste Regie, Viola Davis als Beste Hauptdarstellerin und Lashana Lynch als Beste Nebendarstellerin. Im Folgenden weitere Auszeichnungen und Nominierungen.
AACTA International Awards 2023

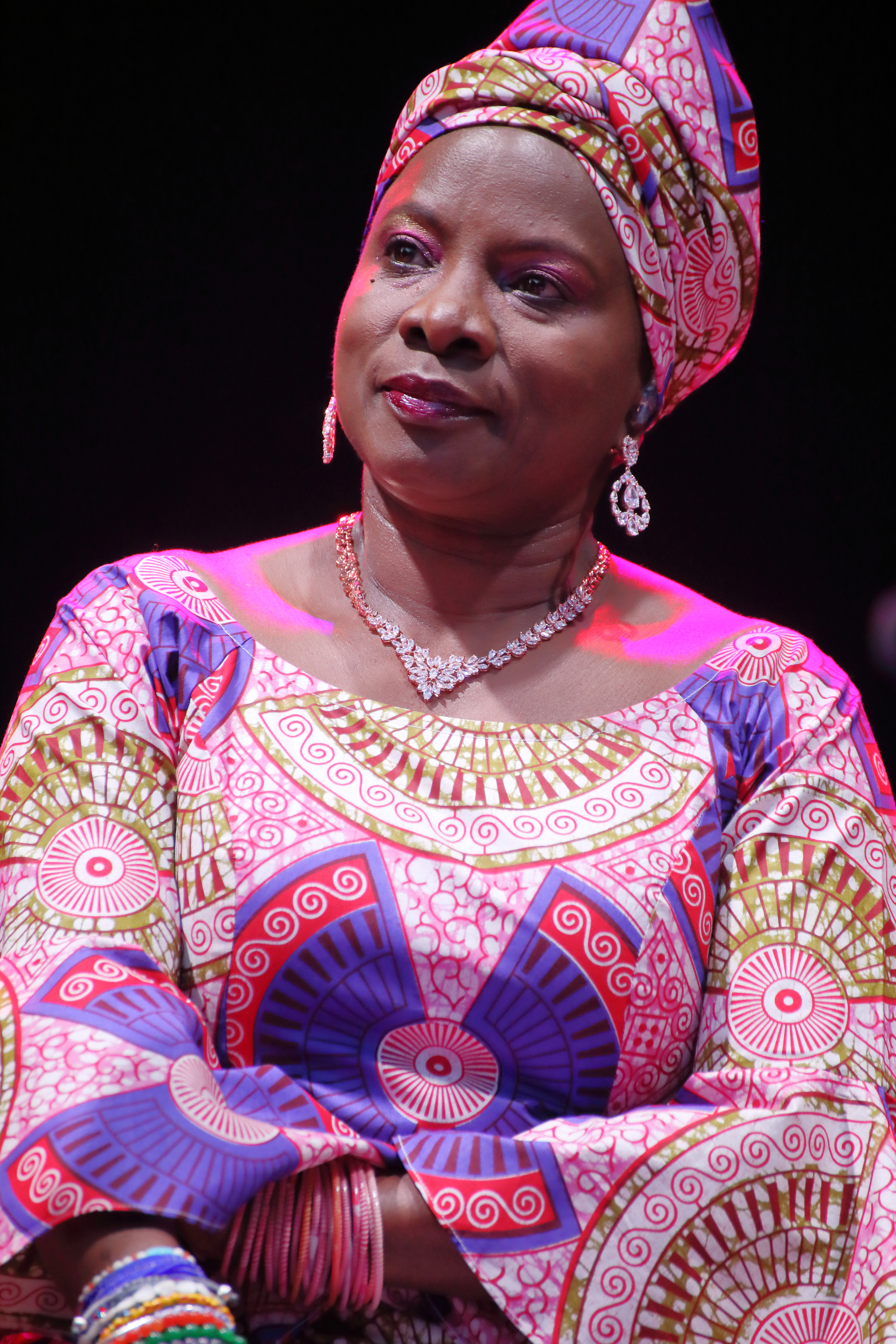
Angélique Kidjo war an Keep Rising beteiligt

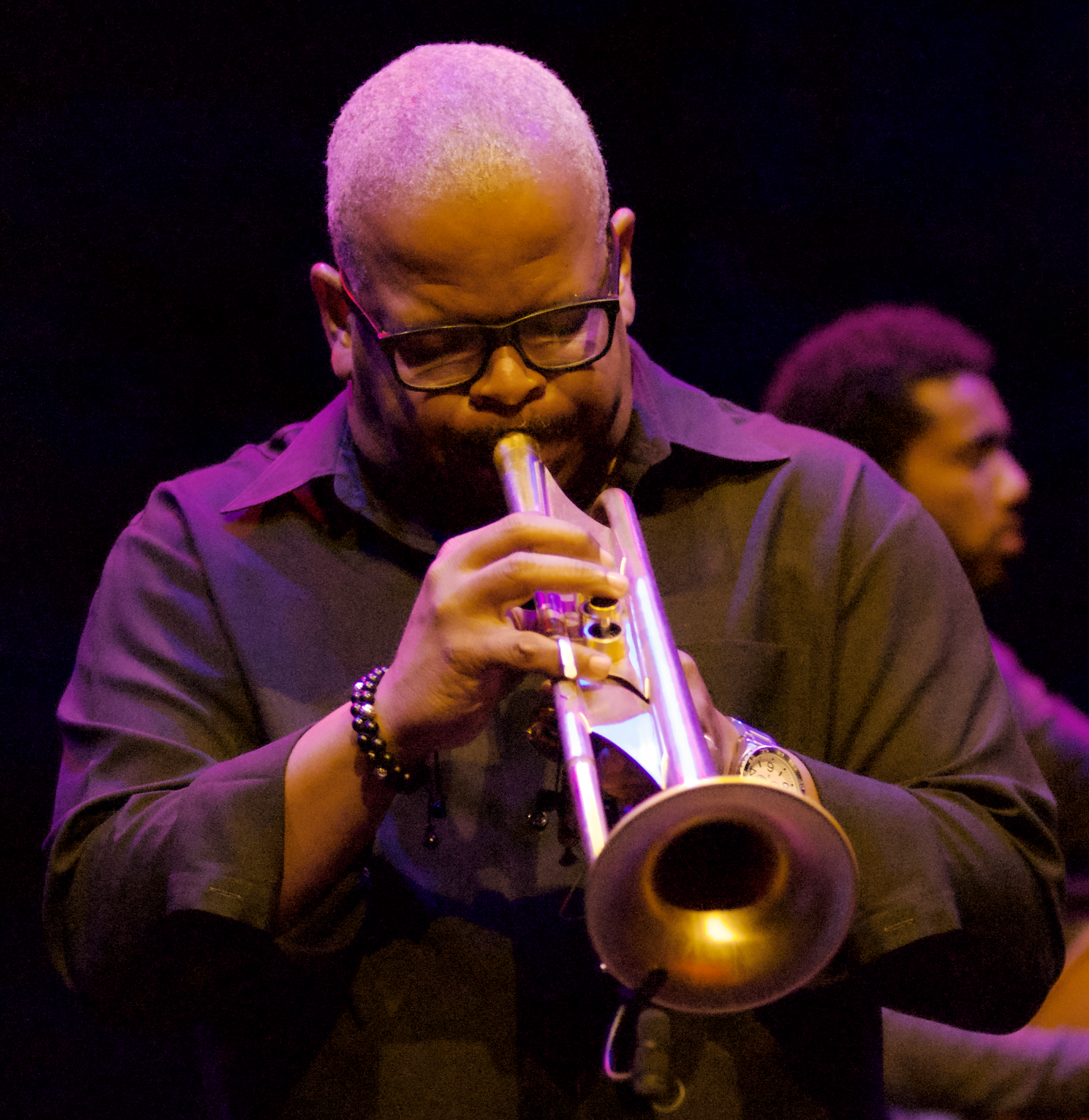
Terence Blanchard komponierte die Filmmusik

- Nominierung für das Beste Drehbuch (Dana Stevens und Maria Bello)[53]

African-American Film Critics Association Awards 2022
- Erstplatzierter in der Top 10 Films of 2022
- Auszeichnung als Bester Film
- Auszeichnung für die Beste Regie (Gina Prince-Bythewood)[54][55]

Alliance of Women Film Journalists Awards 2023
- Auszeichnung als Beste Regisseurin (Gina Prince-Bythewood)
- Auszeichnung für die Beste Kamera (Polly Morgan)
- Auszeichnung für ein Outstanding Achievement by a Woman in the Film Industry (Viola Davis)
- Nominierung als Bester Film
- Nominierung für die Beste Regie (Gina Prince-Bythewood)
- Nominierung für das Beste Drehbuch (Dana Stevens & Maria Bello)
- Nominierung als Beste Drehbuchautorinnen (Dana Stevens und Maria Bello)
- Nominierung als Beste Schauspielerin (Viola Davis)
- Nominierung als Bestes Ensemble
- Nominierung für den Besten Filmschnitt (Terilyn A. Shropshire)
- Nominierung für die Beste Nachwuchsleistung (Thuso Mbedu)
- Nominierung für die Gewagteste Leistung (Viola Davis)[56]

Black Reel Awards 2023
- Auszeichnung als Bester Film
- Auszeichnung für die Beste Regie (Gina Prince-Bythewood)
- Auszeichnung als Beste Nachwuchsdarstellerin (Thosu Mbedu)
- Auszeichnung als Bestes Schauspielensemble
- Auszeichnung für die Beste Filmmusik (Terence Blanchard)
- Auszeichnung für den Besten Schnitt (Terilyn A. Shropshire)
- Nominierung als Beste Hauptdarstellerin (Viola Davis)
- Nominierung als Beste Nebendarstellerin (Thosu Mbedu)
- Nominierung als Beste Nachwuchsdarstellerin (Sheila Atim)
- Nominierung für die Beste Kamera (Polly Morgan)
- Nominierung für den Besten Soundtrack
- Nominierung als Bester Song (Keep Rising – Jessy Wilson, Angélique Kidjo & Jeremy Lutito)
- Nominierung für das Beste Szenenbild (Akin McKenzie)
- Nominierung für das Beste Kostümdesign (Gersha Phillips)[57]

British Academy Film Awards 2023
- Nominierung für die Beste Regie (Gina Prince-Bythewood)
- Nominierung als Beste Hauptdarstellerin (Viola Davis)
- Nominierung als Beste Nachwuchsdarstellerin (Sheila Atim)[58]

Critics’ Choice Movie Awards 2023
- Nominierung für die Beste Regie (Gina Prince-Bythewood)
- Nominierung als Beste Hauptdarstellerin (Viola Davis)
- Nominierung als Bestes Schauspielensemble
- Nominierung für die Besten Kostüme (Gersha Phillips)[59]

Critics’ Choice Super Awards 2023
- Auszeichnung als Beste Schauspielerin in einem Actionfilm (Viola Davis)
- Nominierung als Bester Actionfilm[60]

Eddie Awards 2023
- Nominierung für den Besten Schnitt in einem Filmdrama (Terilyn A. Shropshire)[61]

Golden Globe Awards 2023
- Nominierung als Beste Hauptdarstellerin  – Drama (Viola Davis)[62]

Grammy Awards 2023
- Nominierung als Bester Song für visuelle Medien (Keep Rising, Angélique Kidjo, Jeremy Lutito und Jessy Wilson)[63]

Hollywood Music In Media Awards 2022
- Nominierung für die Beste Filmmusik (Terence Blanchard)[64]

Make-Up Artists and Hair Stylists Guild Awards 2023
- Nominierung für die Besten historischen Frisuren (Louisa Anthony, Jamika Wilson, Plaxedes Kelias & Charity Gwakuka)[65]

NAACP Image Awards 2023
- Auszeichnung für die Beste Regie (Gina Prince-Bythewood)
- Auszeichnung als Beste Hauptdarstellerin (Viola Davis)
- Nominierung als Bester Film
- Nominierung für das Beste Drehbuch (Dana Stevens & Maria Bello)
- Nominierung als Beste Nebendarstellerin (Lashana Lynch)
- Nominierung als Bester Nebendarsteller (John Boyega)
- Nominierung als Bestes Schauspielensemble
- Nominierung für das Beste Soundtrack-Album (Terence Blanchard)
- Nominierung für das Beste Kostümdesign (Gersha Phillips, Carly Nicodemo, Lieze Van Tonder, Lynn Paulsen & Tova Harrison)[66]

National Board of Review Awards 2022
- Aufnahme in die Top-Ten-Filme[67]

Online Film Critics Society Awards 2023
- Nominierung als Beste Hauptdarstellerin (Viola Davis)
- Nominierung für das Beste Kostümdesign (Gersha Phillips)[68]

People’s Choice Awards 2022
- Nominierung als Bester Actionfilm
- Nominierung als Beste Schauspielerin (Viola Davis)
- Nominierung als Beste Schauspielerin – Actionfilm (Viola Davis)[69]

Satellite Awards 2022
- Nominierung als Beste Hauptdarstellerin – Drama (Viola Davis)
- Nominierung für den Besten Filmschnitt (Terilyn A. Shropshire)
- Nominierung für die Besten Kostüme (Gersha Philips)
- Nominierung für die Beste Filmmusik (Terence Blanchard)
- Nominierung für den Besten Ton (Becky Sullivan, Kevin O’Connell, Tony Lamberti und Derek Mansvelt)[70]

Saturn-Award-Verleihung 2024
- Nominierung als Bester Action- oder Abenteuerfilm
- Nominierung als Beste Hauptdarstellerin (Viola Davis)

Screen Actors Guild Awards 2023
- Nominierung als Beste Hauptdarstellerin (Viola Davis)
- Nominierung als Bestes Stuntensemble[71]

World Soundtrack Awards 2023
- Nominierung als Bester Filmsong  (Keep Rising, Jessy Wilson, Jeremy Lutito und Angélique Kidjo)[72]

## Synchronisation
Die deutsche Synchronisation entstand nach einem Dialogbuch von Änne Troester und der Dialogregie von Tobias Meister im Auftrag der Iyuno-SDI Group Germany GmbH, Berlin.
| Rolle             | Darsteller          | Synchronsprecher          |
| ----------------- | ------------------- | ------------------------- |
| Generalin Nanisca | Viola Davis         | Martina Treger            |
| Nawi              | Thuso Mbedu         | Laura Oettel              |
| König Gezo        | John Boyega         | Stefan Günther            |
| Izogie            | Lashana Lynch       | Flavia Vinzens            |
| Amenza            | Sheila Atim         | Dana Friedrich            |
| General Oba Ade   | Jimmy Odukoya       | Samuel Zekarias           |
| Malik             | Jordan Bolger       | Florian Clyde             |
| Santo Ferreira    | Hero Fiennes Tiffin | Constantin von Jascheroff |
| Shante            | Jayme Lawson        | Giovanna Winterfeldt      |
| der Migan         | Sivuyile Ngesi      | Tobias Schmitz            |
| Fumbe             | Masali Baduza       | Elisa Bannat              |